# Wast al-dar
Le wast al-dar — littéralement, le milieu de la maison — est la partie centrale des maisons traditionnelles en Algérie, notamment dans la Casbah d'Alger. Il est avec l'entrée (skifa) et les pièces multifonctionnelles (bait), un des éléments indispensables des maisons algériennes traditionnelles.

## Description
Il prend souvent la forme d'une cour centrale ou d'un patio d'où sont distribuées l'accès à différentes pièces. Il est commun aux maisons domestiques et aux palais : seul le style architectural algérois dit alaoui, en est dépourvu.  
Dans les palais, le pavement est souvent fait en marbre. Il est plus rudimentaire dans les maisons domestiques, mais est un lieu de vie : les cuisines en communautés, les fêtes et réceptions ont souvent lieu dans le wast al-dar. L'air et la lumière des étages les plus inférieurs provient d'un wast al-dar en patio dans les palais d'Alger. 
On retrouve le wast al-dar dans les maisons typiques de Constantine, de Tlemcen sous forme de patio, ou encore des Zibans et le Sahara avec la même fonction de rafraichissement. 

## Galerie

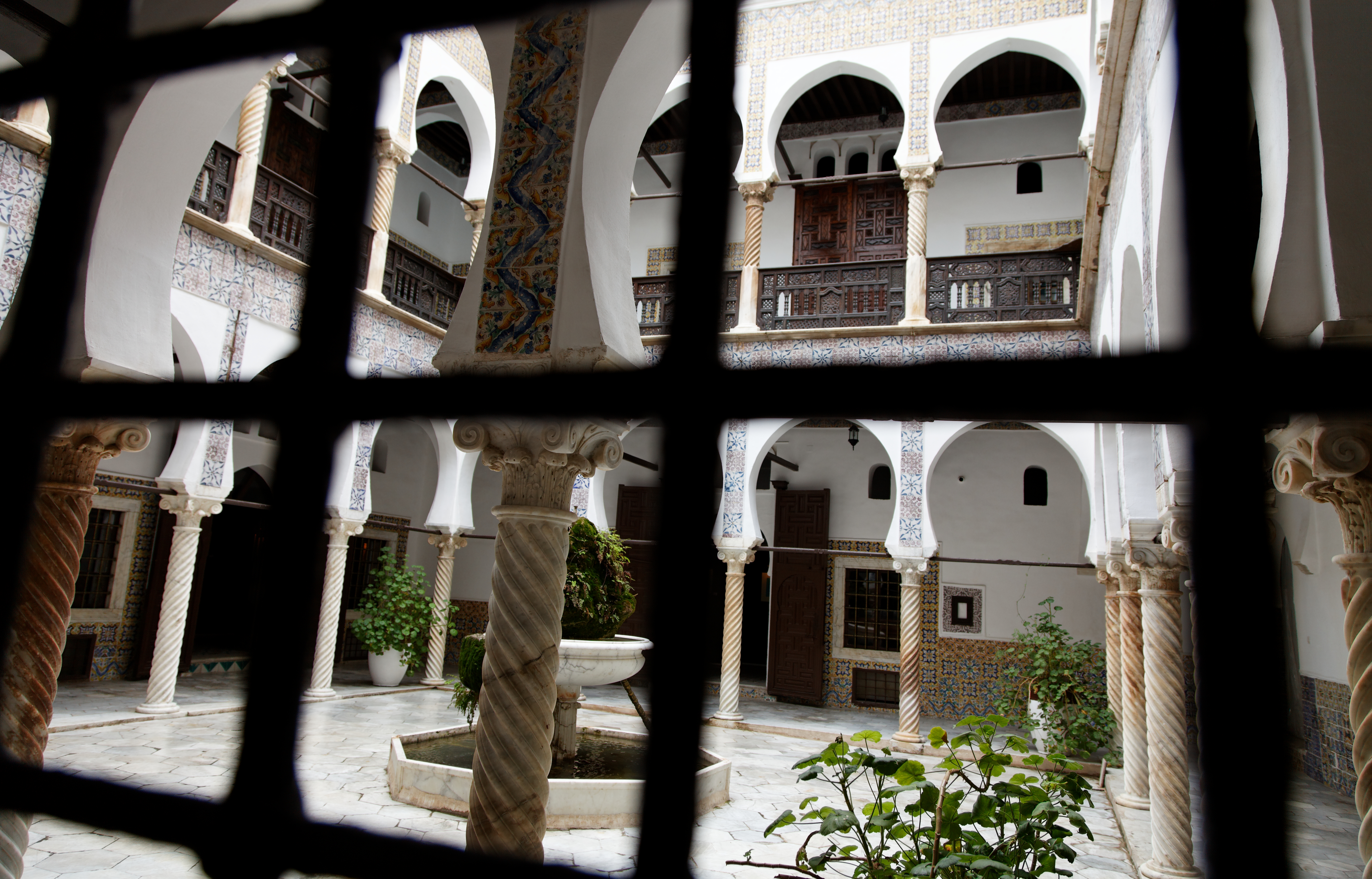
Wast al-dar (patio) dans la Casbah d'Alger
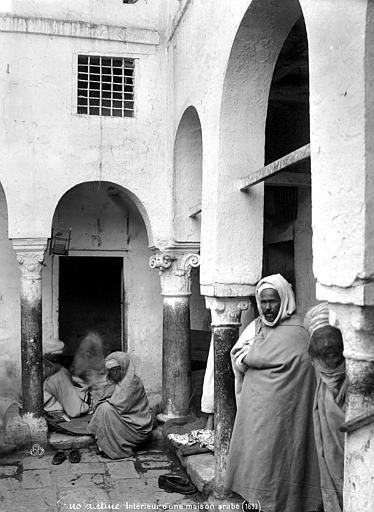
Cour intérieure d'une maison (Constantine)
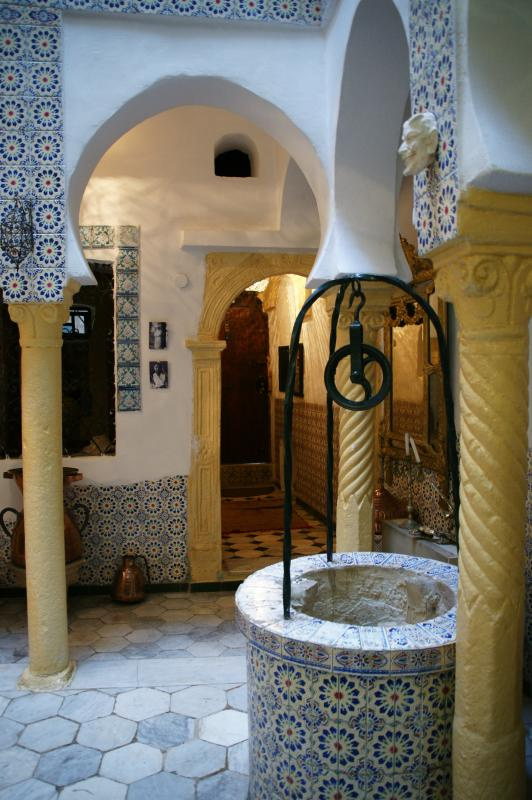
Puits dans un patio (Alger)